# Текереу
Текереу (рум. Techereu) — село у повіті Хунедоара в Румунії. Входить до складу комуни Балша.
Село розташоване на відстані 299 км на північний захід від Бухареста, 26 км на північний схід від Деви, 86 км на південний захід від Клуж-Напоки, 147 км на схід від Тімішоари.

## Населення
За даними перепису населення 2002 року у селі проживали 64 особи, усі — румуни. Усі жителі села рідною мовою назвали румунську.